# أديم متوسط
الأديم المتوسط أو الرُّغَيْلَة (بالإنجليزية: Mesoderm) هي الطبقة الوسطى من الطبقات الجنينية تتكون عند انتقال الخلايا من الأديم الظاهري إلى الأديم الباطني في عملية التطور الجنيني. ينتج من هذه الطبقة عدة أعضاء منها القلب والأعضاء التناسلية والعظام والعضلات.
يُشكِّل الأديم المتوسط كلًا من: اللحمة المتوسطة، والظهارة المتوسطة، والسييلوموسايت. تُبطِّن الظهارة المتوسطة السيلوم. يشكِّل الأديم المتوسط العضلات في عملية تعرف بتكوُّن العضلات، ويشكِّل الحواجز المستعرضة، والمساريق الطولية، ويُكوِّن جزءًا من الغدد التناسلية (والجزء المتبقي هو الأمشاج). تُعد عملية تكوُّن العضلات وظيفة خاصة باللحمة المتوسطة.
يتميز الأديم المتوسط عن باقي أجزاء الجنين عبر الإشارات الخلوية البينية، وبعد ذلك يجري استقطاب الأديم المتوسط بواسطة مركز تنظيم. يحدد موقع مركز التنظيم بدوره المناطق التي تحمي فيها البيتا كاتينين من التحلل بواسطة جلايكوجين سينثاز كيناز 3 (GSK-3). يعمل البيتا كاتينين كعامل مساعد يغير نشاط عامل النسخ (tcf-3) من القمع إلى التنشيط، مما يطلق عملية تخليق نواتج الجينات الحاسمة لتمايز الأديم المتوسط وعملية تكون المعيدة. إضافةً إلى ذلك، يتمتع الأديم المتوسط بالقدرة على تحفيز نمو تركيبات أخرى، مثل الصفيحة العصبية، وهي السلف للجهاز العصبي.

## التعريف
يُعد الأديم المتوسط إحدى الطبقات الجنينية الثلاث التي تظهر في الأسبوع الثالث من التطور الجنيني. يتشكل الأديم المتوسط عبر عملية تُسمى تكون المعيدة. هناك أربعة مكونات هامة هي: الأديم المتوسط الحبلي، والأديم المتوسط المجاور للمحور، والأديم المتوسط البيني، والأديم المتوسط الصفيحي الوحشي. ينشأ الحبل الظهري من الأديم المتوسط الحبلي. أما الأديم المتوسط المجاور للمحور، فيشكّل القسيمات الجسدية التي تُكوّن اللحمة المتوسطة في الرأس، وتنتظم في جسيدة في القطع القذالية والذيلية، وتُكوّن كلاً من: القطع العظمية (الغضاريف والعظام)، وقطاع جلدي (النسيج تحت الجلد). تستمد الإشارات اللازمة لتمايز القسيمات الجسدية من التراكيب المحيطة، بما في ذلك الحبل الظهري، والأنبوب العصبي، والبشرة. يربط الأديم المتوسط البيني الأديم المتوسط المجاور للمحور مع الصفيحة الجانبية. وفي نهاية المطاف، يتميز إلى تراكيب بولية تناسلية تتألف من الكلى، والغدد التناسلية، والقنوات المرتبطة بها، وقشرة الغدة الكظرية. ينشأ من الأديم المتوسط الصفيحي الجانبي القلب، والأوعية الدموية، وخلايا الدم في الجهاز الدوري، بالإضافة إلى مكونات الأديم المتوسط في الأطراف.
تتضمن بعض مشتقات الأديم المتوسط العضلات (الملساء، القلبية، والهيكلية)، وعضلات اللسان (الجسيدة القذالية)، وعضلات الأقواس البلعومية (عضلات المضغ، عضلات تعابير الوجه)، والأنسجة الضامة، والأدمة والطبقة تحت الجلدية من الجلد، والعظام والغضاريف، والأم الجافية، وبطانة الأوعية الدموية، وخلايا الدم الحمراء، وخلايا الدم البيضاء، والخلايا الدبقية الصغيرة، وعاج الأسنان، والكلى، وقشرة الغدة الكظرية.

## التطور
خلال الأسبوع الثالث، تُنشِئ عملية تُسمى تكون المعيدة طبقة أديم متوسط بين الأديم الباطن والأديم الظاهر. تبدأ هذه العملية بتكوين شريط بدائي على سطح الأديم الخارجي. تنتقل خلايا الطبقات بين الأديم الخارجي والأديم السفلي، وتشرع في الانتشار جانبيًا ورأسيًا. تتحرك خلايا الأديم الخارجي نحو الشريط البدائي وتنزلق تحته، في عملية تُسمى "الانغماد". تُزيح بعض الخلايا المهاجرة الأديم الأرومي السفلي وتُكوِّن الأديم الباطن، وتهاجر خلايا أخرى بين الأديم الباطن والأديم الأرومي العلوي لتُكوِّن الأديم المتوسط. تُشكّل الخلايا المتبقية الأديم الظاهر. بعد ذلك، يُقام الأديم الأرومي العلوي والأديم الأرومي السفلي اتصالًا مع الأديم المتوسط المحيط بالجنين حتى يغطيا كيس المح والسلى. ينتقلان إلى جانبي الصفيحة أمام الحبل الظهري. تهاجر الخلايا أمام الحبل الظهري إلى الخط الأوسط لتُشكّل الصفيحة الحبلية الظهرية. الأديم المتوسط الحبلي هو المنطقة المركزية من الأديم المتوسط في الجذع. يُكوِّن هذا الأديم المتوسط الحبلي الحبل الظهري، الذي يُحفز تكوُّن الأنبوب العصبي، ويُؤسس المحور الأمامي الخلفي للجسم. يمتد الحبل الظهري تحت الأنبوب العصبي من الرأس إلى الذيل. يتحرك الأديم المتوسط إلى الخط الأوسط حتى يُغطّي الحبل الظهري. عندما تتكاثر خلايا الأديم المتوسط، تُشكّل الأديم المتوسط المجاور للمحور. وفي كل جانب، يبقى الأديم المتوسط رقيقًا، ويُعرف بالصفيحة الجانبية. يقع الأديم المتوسط البيني بين الأديم المتوسط المجاور للمحور والصفيحة الجانبية. بين الأيام 13 و15، يحدث تكاثر الأديم المتوسط خارج الجنين، والشريط البدائي، والأديم المتوسط الجنيني. تحدث عملية الحبل الظهري بين الأيام 15 و17. وفي النهاية، ينمو كل من القناة الحبلية الظهرية والقناة المحورية بين الأيام 17 و19، عندما تتكون أول ثلاث جسيدات.

## الأديم المتوسط المجاور للمحور
خلال الأسبوع الثالث، يُنظّم الأديم المتوسط المجاور للمحور إلى قطع. إذا ظهرت في المنطقة الرأسية ونمت باتجاه الرأسي-الذنبي، فإنها تُسمى "القسيمات الجسدية". وإذا ظهرت في المنطقة الرأسية ولكن أقامت اتصالًا مع الصفيحة العصبية، فإنها تُعرف باسم "القسيمات العصبية"، والتي ستُشكّل لاحقًا اللحمة المتوسطة في الرأس. تُنظّم القسيمات الجسدية إلى جسيدة تنمو في أزواج. في الأسبوع الرابع، تفقد الجسيدة تنظيمها وتُغطّي الحبل الظهري والنخاع الشوكي لتُشكّل العمود الفقري. في الأسبوع الخامس، يوجد 4 جسيدات قذالية، و 8 عنقية، و12 صدرية، و5 قطنية، و5 عجزية، و8 إلى 10 عصعصية، والتي ستُشكّل الهيكل العظمي المحوري. تُحدد المشتقات الجسيدة عن طريق الإشارات الموضعية بين الأنسجة الجنينية المتجاورة، وبالأخص الأنبوب العصبي، والحبل الظهري، والأديم الظاهر السطحي، والمكونات الجسيدة نفسها. يتحقق التحديد الصحيح للأنسجة المشتقة، وهي الهيكل العظمي، والغضاريف، والبطانات، والنسيج الضام، عبر تسلسل من التغيرات التشكُّلية للأديم المتوسط المجاور للمحور، مما يؤدي إلى المكونات الجسيدة الانتقالية الثلاثة: البضعة العضلية الجلدية، والبضعة العضلية، والبضعة العظمية. تُحدَّد هذه التراكيب من الظهرية إلى البطنية ومن الوسطية إلى الجانبية. تُشكّل كل الجسيدة خلاياها المتصلبة الخاصة التي ستتمايز إلى الغضروف الوتري ومكون العظم. تُشكّل أديمها العضلي مكون العضلات، والأديم الجلدي الذي يُشكّل أدمة الظهر. يحتوي الأديم العضلي والأديم الجلدي على مكون عصبي.

## التنظيم الجزيئي لتمايز الجسيدة
ترسل التراكيب المحيطة مثل الحبل الظهري، والأنبوب العصبي، والبشرة، والأديم المتوسط الصفيحي الجانبي إشارات لتمايز الجسيدة. يتراكم بروتين الحبل الظهري في الأديم المتوسط ما قبل الجسيدة المخصص لتكوين الجسيدة التالية، ثم ينخفض تركيزه مع تشكل تلك الجسيدة. يُنشّط الحبل الظهري والأنبوب العصبي بروتين SHH، الذي يُساعد الجسيدة على تشكيل البضعة العظمية. تُعبِّر خلايا البضعة العظمية عن بروتين PAX1 الذي يُحفز تكوُّن الغضاريف والعظام. يُنشّط الأنبوب العصبي بروتين WNT1 الذي يُعبِّر عن PAX2 بحيث تُنشئ الجسيدة البضعة العضلية والقطاع الجلدي. أخيرًا، يُفرز الأنبوب العصبي أيضًا نيوتروفين 3، لتُشكّل الجسيدة الأدمة. تُنظَّم حدود كل جسيدة بواسطة حمض الرتينويك ومزيج من عامل نمو الخلايا الليفية 8 وWNT3a. لذا، يُعد حمض الريتينويك إشارة داخلية تُحافظ على التزامن الثنائي الجانبي لتقسيم الأديم المتوسط وتتحكم في التناظر الثنائي الجانبي لدى الفقاريات. يظهر التصميم الجسمي المتناظر ثنائيًا لدى أجنة الفقاريات جليًا في الجسيدة ومشتقاتها، مثل العمود الفقري. ولذلك، يرتبط التكوين غير المتماثل للجسيدة بعدم تزامن الانقسام التذبذبي بين الجانب الأيسر والأيمن.
حللت العديد من الدراسات على ضفادع القيطم وأسماك الزرد عوامل هذا التطور وكيف تتفاعل في الإشارات والنسخ. ومع ذلك، لا تزال هناك بعض الشكوك حول كيفية دمج الخلايا الأديمية المتوسطة المحتملة للإشارات المتنوعة التي تتلقاها، وكيف تنظم سلوكها التشكيلي وقرارات تحديد مصير الخلية. الخلايا الجذعية الجنينية البشرية، على سبيل المثال، لديها القدرة على إنتاج جميع خلايا الجسم، وهي قادرة على التجديد الذاتي إلى أجل غير مسمى، لذا يمكن استخدامها لإنتاج خطوط خلوية علاجية على نطاق واسع. كما أنها قادرة على إعادة تشكيل وتقلص الكولاجين، وحُفزت على التعبير عن الأكتين العضلي. يُظهِر هذا أن هذه الخلايا هي خلايا متعددة القدرات.

## الأديم المتوسط البيني

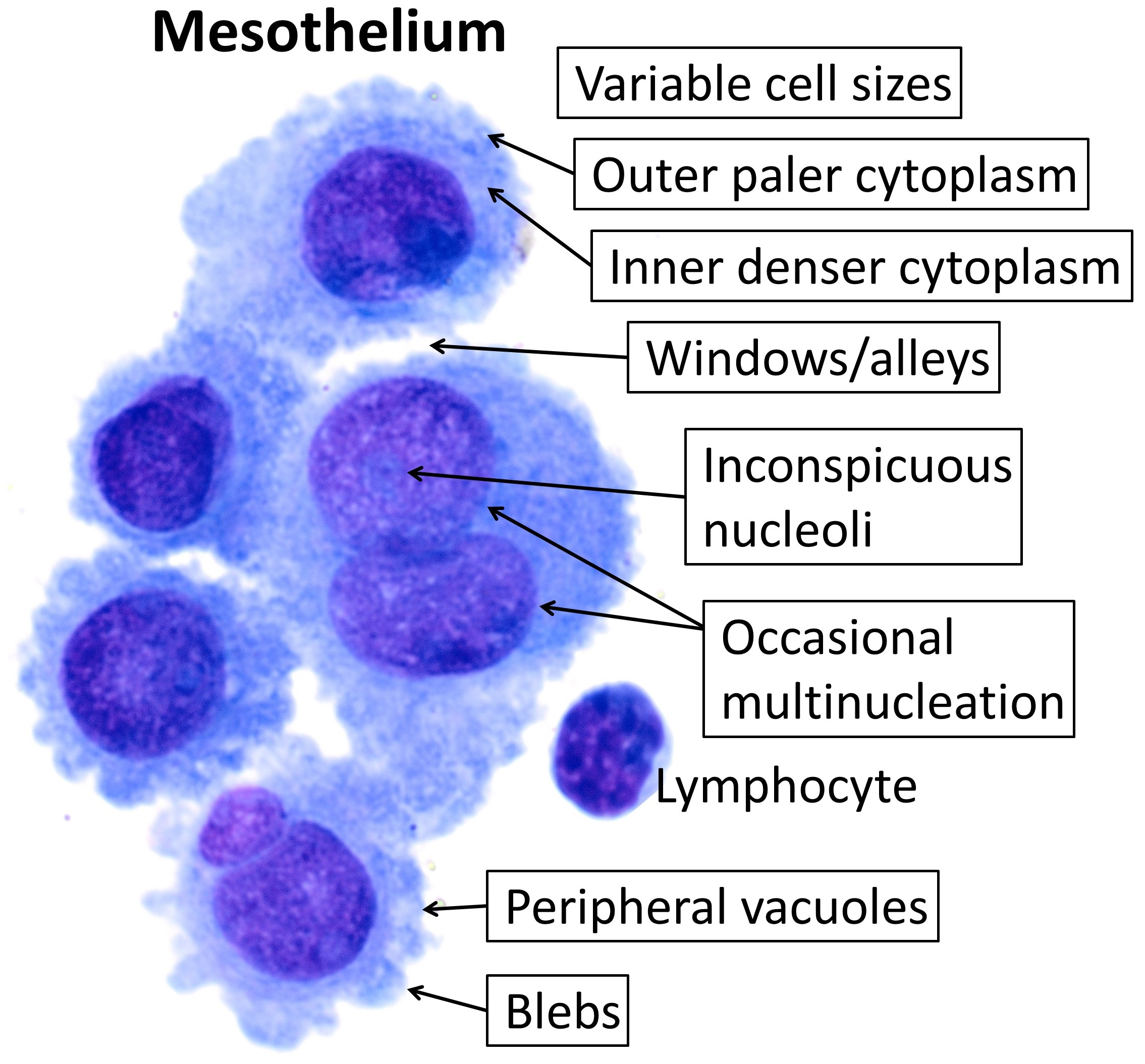
خلويات الأديم المتوسط الطبيعي، بملامح نموذجية. صبغة رايت.

يربط الأديم المتوسط البيني الأديم المتوسط المجاور للمحور مع الأديم المتوسط الصفيحي الجانبي، ويتميز إلى تراكيب بولية تناسلية. في المناطق الصدرية العلوية والعنقية، يُشكّل هذا الأديم المتوسط الأنيبيبات الكلوية الأولية. أما في المناطق الذيلية، فيُشكّل الحبل المكون للكلية. كما يُساعد في تطور الوحدات الإفرازية للجهاز البولي والغدد التناسلية.

## الأديم المتوسط الصفيحي الجانبي
ينقسم الأديم المتوسط الصفيحي الجانبي إلى طبقتين: الجدارية (الجسدية) والحشوية. تبدأ عملية تكوُّن هاتين الطبقتين بظهور تجاويف بين الخلايا. تعتمد الطبقة الجسدية على طبقة مستمرة مع الأديم المتوسط الذي يُغطّي السلى. تعتمد الطبقة الحشوية على طبقة مستمرة تُغطّي كيس المح. تُغطّي الطبقتان التجويف داخل الجنين. تُشكّل الطبقة الجدارية، جنبًا إلى جنب مع الأديم الظاهر الذي يُغطيها، طيات جدار الجسم الجانبي. تُشكّل الطبقة الحشوية جدران أنبوب الأمعاء. تُكوِّن خلايا الأديم المتوسط للطبقة الجدارية الأغشية المتوسطة البطانية أو الأغشية المصلية، التي تُبطِّن تجاويف الصفاق، والجنبية، والتأمورية.